# Гофман Петро Іванович
Гофман Петро Іванович (1794 — ?) — поручник Несвижського карабінерного полку. Член  Товариства військових друзів

## Біографія
З  дворян  Гродненської губернії. Батько — суддя Гродненського нормального суду; у батьків в маєтку Собакінци 106 душ. Виховувався в повітовому училищі в м.  Щучин  Лідського повіту (1806 — 1816). У 1817 році поступив у  Віленський університет. Зарахований юнкером в Несвіжський карабінерний полк — 26 червня 1819 року, портупей-юнкер — 13 вересня 1820 року, прапорщик — 13 червня 1821 року, поручник — 8 травня 1824 року.
Член таємного  Товариства військових друзів.
Заарештований 22 березня 1826 року і знаходився в  Білостоці під слідством у справі про виступ  Литовського пионерного батальйону. Військовим судом визнаний винним у тому, що за дорученням  Рукевіча створив серед офіцерів  Литовського окремого корпусу таємне товариство, Комітет товариства і був його керівником, підготував до вступу в товариство поручика  Вільканца, знав про намір  Вегеліна і  Ігельстрома зірвати присягу імператорові  Миколі I, однак сам цього не схвалював. Гофман приховував від слідства той факт, що  Рукевич Ксаверія  ховала папери, що належали Ігельстрому. Засуджений до смертної кари, по найвищій конфірмації позбавлений чинів і дворянства і після шестимісячного ув'язнення в Бобруйській фортеці відправлений на службу до  Грузії.